# Coll de les Comes (el Bruc)
El Coll de les Comes es troba a Montserrat (Catalunya), el qual és un dels seus accessos a la regió dels Ecos (l'altre és el Pas de l'Esfinx).

## Descripció
És un dels accessos a Montserrat des del sud i l'itinerari que ens hi porta passa per un altre coll molt bonic: el Coll del Miracle, el qual ofereix unes vistes fantàstiques sobre el vessant oriental dels Frares Encantats. Seguirem pel sender PR-C 78, que enllaça el Coll de Porc amb el Montgròs, i passarem per la balma de les Pruneres, refugi natural d'excursionistes i escaladors que esporàdicament l'empren per a aixoplugar-se de la tempesta o fer-hi bivac. Travessarem el torrent de la Coma Alta, que desemboca al sostre de la Cova de l'Arcada, i farem l'ascens final al Coll de les Comes, presidit per la imponent agulla del Cilindre. Arribats al coll, podem baixar al Torrent del Bassal dels Avellaners i contemplar la peculiar agulla de l'Esfinx. És un dels racons més isolats de Montserrat i, si mirem amb atenció marges i carenes, és probable que vegem alguna cabra de muntanya. Des d'ací podem allargar l'excursió ascendint al Montgròs.

## Accés
Cal ascendir fins al Coll del Miracle. Assolit el coll, trenquem a l'esquerra pel sender PR-C 78. Trobarem una cruïlla amb un corriol que puja a l'esquerra amb indicacions als Ecos. Ignorem aquest desviament i seguim caminant entre alzines pel sender principal. Uns 500 metres més endavant, trobarem la Balma de les Pruneres. El camí segueix avançant en sentit SO, fa un tomb a l'esquerra, passa per l'agulla de la Vella i baixa fins al torrent de la Coma Alta. Des del torrent, pugem al Coll de les Comes fent giragonses fins al peu de la característica agulla del Cilindre, ubicada al costat sud del coll.